# SGS
SGS S.A. (tidligere Société Générale de Surveillance) er en schweizisk multinational koncern, der beskæftiger sig med inspektion, verifikation og validering, test og certificeringsservice. Virksomheden har over 93.000 ansatte fordelt på over 2600 kontorer og laboratorier. Hovedkvarteret er i Genève
Kerneydelserne omfatter inspektion og verifikation af mængde, vægt og kvalitet af handlede varer. Testprocedurerne overholder forskellige standarder for sundhed, sikkerhed og regulering.

## Historie
I 1878 blev SGS etableret i Rouen i Frankrig, af Henri Goldstuck, en ung lettisk immigrant, som begyndte at inspicere kornskibe i Rouen. Servicen omfattede inspektion, verifikation, mængde og kvalitet.
I 1915, under 1. Verdenskrig, blev hovedkvarteret flyttet fra Paris til Genève. 19 juli 1919 blev navnet Société Générale de Surveillance indført.